# Thurl Bailey
Thurl Lee Bailey (né le 7 avril 1961 à Washington D.C.) est un joueur américain de basket-ball de NBA, de 1983 à 1999 avec le Jazz de l'Utah et les Timberwolves du Minnesota.

## Biographie
Bailey (surnommé « Big T ») intégra les rangs de l'université d'État de Caroline du Nord dont il fut un des joueurs clés. En 1983, sous les ordres de l'entraîneur Jim Valvano, il fut le meilleur marqueur et rebondeur du Wolfpack, avec lequel il remporta le Championnat universitaire de basketball en 1983. Le Jazz de l'Utah le sélectionne au 7e rang de la draft 1983. Les dirigeants du Jazz le choisirent autant pour ses qualités mentales que pour ses qualités de joueur. Ce fut le début d'une carrière professionnelle de 16 années, dont 12 en NBA.
Le 25 novembre 1991, il fut transféré par le Jazz avec un second tour de draft 1992 aux Timberwolves du Minnesota contre Tyrone Corbin. Il y resta trois saisons, jusqu'en 1994, quand il quitta la NBA pour le championnat de Grèce et l'équipe de Paniónios BC pour la saison 1993-94. De 1995 à 1998, il joua en Italie sous les couleurs de Pallacanestro Cantù en 1995-1997 et Stefanel Milan en 1997-98, avant de retourner au Jazz en tant qu'agent libre le 21 janvier 1999. Il prit sa retraite en 1999.
Son sens du service pour la communauté et son travail de bénévole a été reconnu par de nombreuses récompenses : le J. Walter Kennedy Citizenship Award, le Utah Association for Gifted Children's Community Service Award, le Sigma Gamma Chi fraternity's Exemplary Manhood Award, le Great Salt Lake Council of the Boy Scouts of America's American Champion Award. Il a dirigé des camps de basket-ball pour des jeunes depuis 1984 où il donnait des cours. Beaucoup de ces jeunes étaient défavorisés ou souffraient de maladies graves.
Bailey est désormais commentateur des matchs du Jazz de l'Utah et de l'université de l'Utah, acteur et auteur-compositeur-interprète. Son premier album, Faith In Your Heart, était une compilation de reprises ayant remporté de nombreuses récompenses. Son dernier album, I'm Not The Same publié en 2002 est un mélange de style, R&B et neo soul. Il vit aujourd'hui avec sa famille à Salt Lake City, Utah. Le 31 décembre 1995, alors qu'il jouait en Italie, Bailey se joignit à l'Église de Jésus-Christ des saints des derniers jours. Il apparaît fréquemment en tant qu'intervenant dans des réunions mormones.
En 2008, Bailey présenta la prière d'ouverture de la convention nationale républicaine.